# Datiscàcies
Datiscaceae és una família de plantes que té només dues espècies dins el gènere Datisca. Altres dos gèneres que abans estaven dins aquesta família Octomeles i Tetrameles ara estan classificats dins la família Tetramelaceae.
Són plantes herbàcies primes amb fulles alternes i pinnades.
Són plantes actinorizes que tenen bacteris fixadors de nitrogen a les arrels.

## Taxonomia
El gènere Datisca té dues espècies; una d'Àsia i l'altra d'Amèrica del Nord.
L'espècie Datisca cannabina es troba de Creta a Turquia fins al Nepal, produeix un tint groc. Se sembla el cànem].
L'espècie nord-americana és Datisca glomerata nativa de Califòrnia i Nevada.